# Championnats du monde de taekwondo 2003
Les Championnats du monde de taekwondo 2003 se sont déroulés du 24 au 28 septembre 2003 à Garmisch-Partenkirchen (Allemagne).

16 épreuves de taekwondo figuraient au programme, huit masculines et huit féminines, et classifiées par catégories de poids.

## Hommes
| Catégorie | Or                | Argent             | Bronze                            |
| --------- | ----------------- | ------------------ | --------------------------------- |
| - 54 kg   | Choi Yeon-Ho      | Paul Green         | Zahid Mammadov Roberto Cruz       |
| - 59 kg   | Chu Mu-Yen        | Behzad Khodadad    | Ko Seok-Hwa Tim Thackrey          |
| - 62 kg   | Huang Chih-Hsiung | Omar Badia         | Peter López Omid Gholamzadeh      |
| - 67 kg   | Kang Nam-Won      | Mark Lopez         | Erdal Aylanc Niyamaddin Pashayev  |
| - 72 kg   | Kim Kyo-Sik       | Hadi Saei          | Tuncay Çalışkan Rashad Ahmadov    |
| - 78 kg   | Steven López      | Mohamed Ebnoutalib | Rosendo Alonso Oh Seon-Taek       |
| - 84 kg   | Yousef Karami     | Mickaël Borot      | Bahri Tanrıkulu Tavakkul Bayramov |
| + 84 kg   | Morteza Rostami   | Zakaria Asidah     | Mici Kuzmanović Lin Wen-Cheng     |

## Femmes
| Catégorie | Or                   | Argent          | Bronze                                     |
| --------- | -------------------- | --------------- | ------------------------------------------ |
| - 47 kg   | Brigitte Yagüe       | Wang Ying       | Thucuc Pham Dalia Contreras                |
| - 51 kg   | Lee Ji-Hye           | Yanelis Labrada | Elisha Voren Yaowapa Boorapolchai          |
| - 55 kg   | Areti Athanasopoulou | Iridia Salazar  | Sonia Reyes Lise Hjortshoj                 |
| - 59 kg   | Ha Jeong-Yeon        | Taylor Stone    | Veronique Saint-Jacques Sukkhon Nootcharin |
| - 63 kg   | Kim Yeon-ji          | Karine Sergerie | Tina Morgan Yuliya Sukhavitskaya           |
| - 67 kg   | Lee Sun-hee          | Sandra Šarić    | Elisavet Mystakidou Liya Nurkina           |
| - 72 kg   | Luo Wei              | Myriam Baverel  | Mounia Bourguigue Aitziber Los Arcos       |
| + 72 kg   | Youn Hyun-Jung       | Nataša Vezmar   | Kiriaki Kouvari Chen Zhong                 |

## Tableau des médailles
| Rg. | Pays           | Médaille d'or, Coupe du Monde | Médaille d'argent, Coupe du Monde | Médaille de bronze, Coupe du Monde |    |
| --- | -------------- | ----------------------------- | --------------------------------- | ---------------------------------- | -- |
| 1   | Corée du Sud   | 8                             | 0                                 | 2                                  | 10 |
| 2   | Iran           | 2                             | 2                                 | 1                                  | 5  |
| 3   | Chinese Taipei | 2                             | 0                                 | 1                                  | 3  |
| 4   | États-Unis     | 1                             | 2                                 | 3                                  | 6  |
| 5   | Espagne        | 1                             | 1                                 | 3                                  | 5  |
| 6   | Chine          | 1                             | 1                                 | 1                                  | 3  |
| 7   | Grèce          | 1                             | 0                                 | 2                                  | 3  |
| 8   | Croatie        | 0                             | 2                                 | 1                                  | 3  |
| 9   | France         | 0                             | 2                                 | 0                                  | 2  |
| 10  | Allemagne      | 0                             | 1                                 | 2                                  | 3  |
| 11  | Canada         | 0                             | 1                                 | 1                                  | 2  |
| -   | Danemark       | 0                             | 1                                 | 1                                  | 2  |
| 13  | Cuba           | 0                             | 1                                 | 0                                  | 1  |
| -   | Royaume-Uni    | 0                             | 1                                 | 0                                  | 1  |
| -   | Mexique        | 0                             | 1                                 | 0                                  | 1  |
| 16  | Azerbaïdjan    | 0                             | 0                                 | 4                                  | 4  |
| 17  | Thaïlande      | 0                             | 0                                 | 2                                  | 2  |
| 18  | Australie      | 0                             | 0                                 | 1                                  | 1  |
| -   | Autriche       | 0                             | 0                                 | 1                                  | 1  |
| -   | Biélorussie    | 0                             | 0                                 | 1                                  | 1  |
| -   | Kazakhstan     | 0                             | 0                                 | 1                                  | 1  |
| -   | Maroc          | 0                             | 0                                 | 1                                  | 1  |
| -   | Philippines    | 0                             | 0                                 | 1                                  | 1  |
| -   | Turquie        | 0                             | 0                                 | 1                                  | 1  |
| -   | Venezuela      | 0                             | 0                                 | 1                                  | 1  |